# Auguste Steinheil
Louis Charles Auguste Steinheil, född den 26 juli 1814 i Strassburg, död den 16 maj 1885 i Paris, var en fransk målare. Han var far till Adolphe Steinheil.
Steinheil målade porträtt och genrer, de sistnämnda ofta i en stil, som påminner om gammaltyska mästare. Påverkad av Viollet-le-Duc, utförde han förträffliga kartonger för fönstermålningar, bland dessa till komplettering av de medeltida fönstren i Sainte-Chapelle (1855) och till fönster i Strassburgs domkyrka, där han senare utförde även väggmålningar.